# Michel Blümelhuber
Michel (ou Michael) Blümelhuber, né le 23 septembre 1865 à Unterhimmel-Christkindl et mort le 20 janvier 1936 à Steyr, est un coutelier et graveur sur acier autrichien.

## Biographie
Issu d'une famille de couteliers, Michel Blümelhuber se forma à partir de 1880 à l’école technique consacrée au travail du fer et de l'acier qui venait d'ouvrir à Steyr. Après l'obtention de son diplôme, il s'établit à son compte en 1885.
Grâce à un mécène, le comte de Lambach, il trouva de nombreux clients dans l’aristocratie autrichienne. Il créa même une paire de ciseaux pour l'archiduc François-Ferdinand. Il présenta ses œuvres à l'exposition universelle de 1900.
En 1910, avec le soutien de l’État, il fonda à Steyr un atelier d'apprentissage du travail de l'acier (fermé en 1942).
Michel Blümelhuber a relancé et renouvelé l'art de la découpe de l'acier appliqué à la coutellerie, notamment grâce à la technique d'ajourage qu'il a développée. Il est également connu en tant que poète.

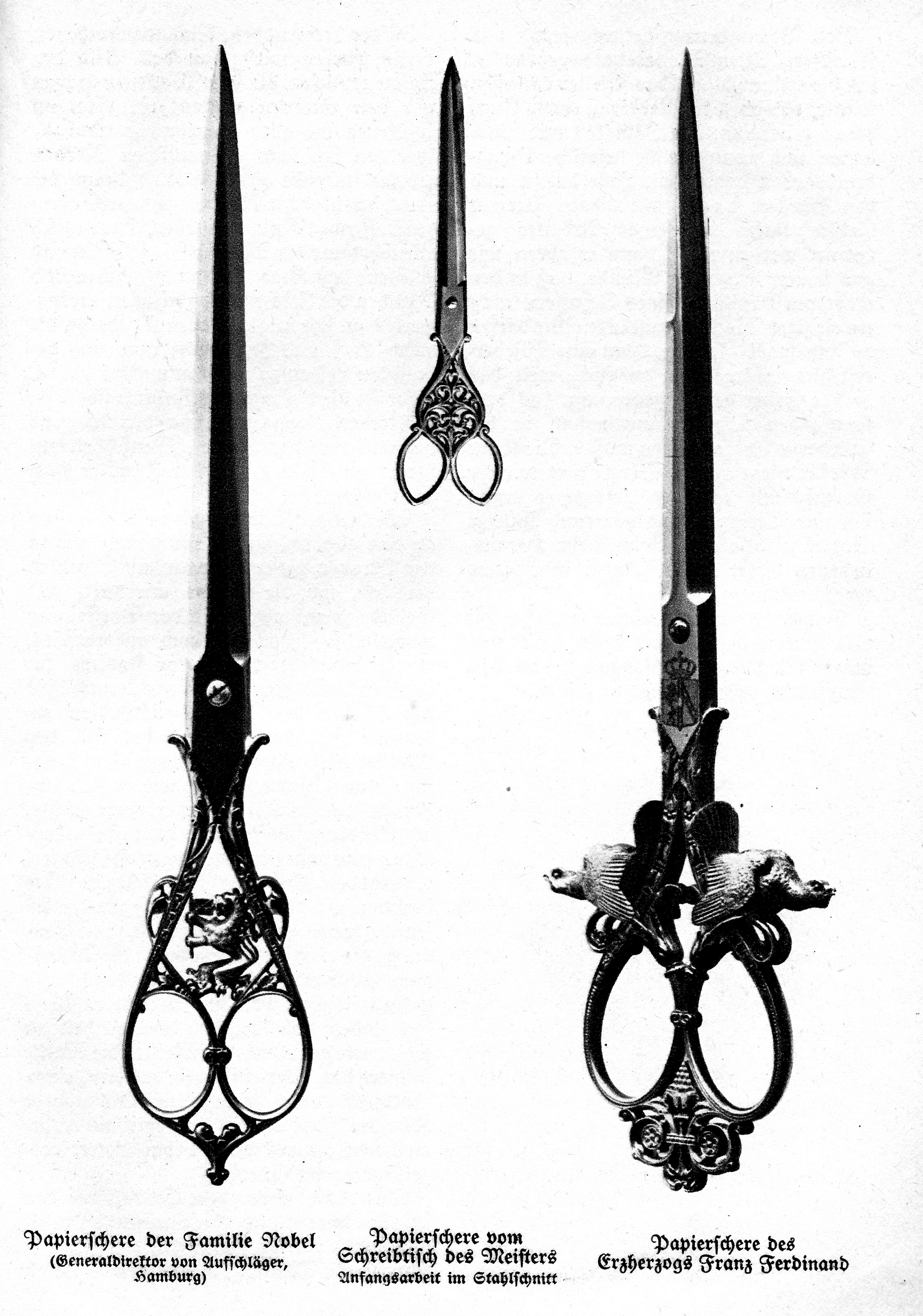
Ciseaux. À droite, la paire conçue pour l'archiduc François-Ferdinand.
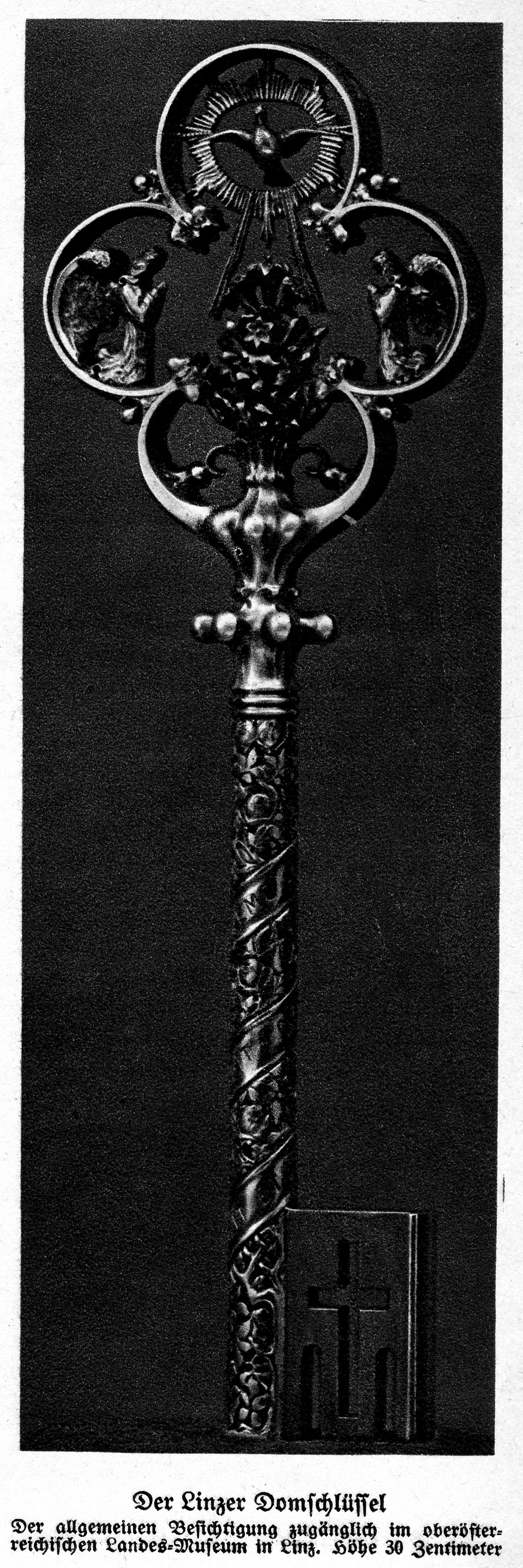
Clé de la cathédrale de Linz (1924).
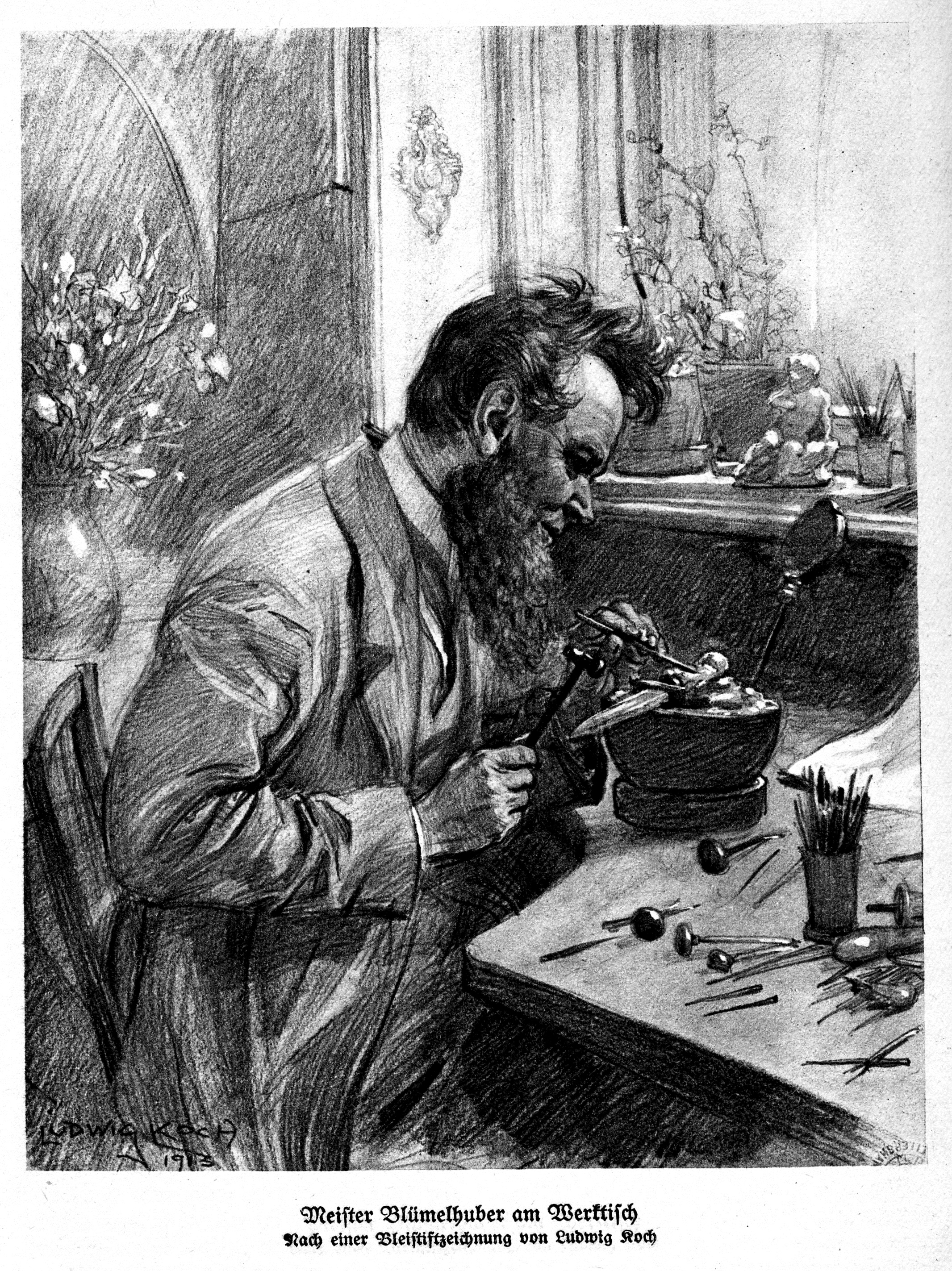
Blümelhuber au travail, par Ludwig Koch (1913).